# Электрофорез (группа)
«Электрофорез» — российская синти-поп группа, основанная в 2012 году Иваном Курочкиным (до 2014 года носил псевдоним Святозар Черноусов) и Виталием Талызиным (ранее носил псевдоним Топоров) в городе Санкт-Петербурге. Группа выпустила три полноформатных альбома, шесть мини-альбомов и девять синглов. «Электрофорез» является одним из наиболее успешных проектов новой волны русской независимой музыки. Популярность коллективу обеспечивает декадентская лирика, особенное внимание к тёмной и мрачной эстетике, одновременно сдержанный и мощный синтезаторный звук, а также интересный вокал Ивана Курочкина. Группа начинала с экспериментальной лоу-фай электроники, впоследствии придя к мрачному звучанию синти-попа и дарквейва.

## История

### Предыстория
Группа была основана окончившими гимназию № 505 одноклассниками Виталием Талызиным и Иваном Курочкиным. В 11 классе они создали безымянную музыкальную группу и долго писали музыку в стол. Некоторые ранние демозаписи были впоследствии выложены в интернет приятелем группы, о чём музыканты высказывались неодобрительно. Поначалу Виталий и Иван видели себя в формате трио и долго искали барабанщика. Одним из первых демо-треков группы была песня «Икея», выпущенная официально только в 2018 году.
Название «Электрофорез» было выбрано по пути на выставку в Петропавловской крепости сначала в качестве шутки, которая впоследствии прижилась. Рассматривались и другие названия: «Старость», «Друг оркестра», «Пожилые бухгалтерши», «Очки Хьюзмана».

### Ранние годы (2012—2017)
13 июня 2012 года группа «Электрофорез» выпустила дебютный EP без названия и начала концертную деятельность. «Он был выпущен волевым решением. К тому моменту мы уже достаточно долго существовали в формате странных чуваков, которые записывают у себя дома свои песни и почти никому их не показывают. Только в 2012 году мы созрели для того, чтобы завести какие-то соцсети: это были ВК, Soundcloud и Tumblr», — писали об этом релизе музыканты в 2018 году. В октябре того же года был выпущен дебютный альбом «#1». Релизы носили экспериментальный характер и оказались практически незамеченными, однако группа удостоилась высокой оценки от фронтмена американского синтипоп-проекта Cold Cave Уэсли Эйсолда. Впоследствии музыканты негативно оценивали первые релизы. «С самого начала нам приходилось прорываться сквозь тернии к звёздам. Сталкиваясь с ненавистью музыкантов и одновременно с тем, что на наших концертах полные залы, мы понимаем, что делали всё не зря», — говорит об этом периоде Иван Курочкин.
В 2013 году группа выпустила мини-альбом «EP #2», а на песню «Эшафот» сделала официальный ремикс калифорнийская группа Xiu Xiu. Концерты группы в этом году дважды проходили под эгидой Манифеста10, самой крупной биеннале современного искусства Европы. В 2014 году была выпущена песня «Всё было так», которая была использована в фильме «Городские птички», созданном на базе Гоголь-центра режиссёром Юлией Белой (фильм — победитель фестиваля «Стрелка»). 30 марта 2015 года вышел сингл «Пора!», на котором дуэт окончательно ушёл от лоу-фая в сторону динамичной электроники. Виталий Талызин так характеризовал этот переход: «мы уже достаточно находились по психоаналитикам, чтобы избавиться от всех комплексов, присущих русским музыкантам, и теперь поняли не только на словах, что русская музыка — такая же часть европейской, как и, например, немецкая».
3 декабря 2015 года был выпущен «EP #3», записанный в неназванном посёлке в Ленинградской области, предположительно, Ульяновке. Для записи этого релиза музыканты бросили свои работы. В 2016 году группа начала вести активную концертную деятельность, отыграв более 100 концертов в России, Белоруссии, Прибалтике, Германии и Украине. По версии журнала Interview, «Электрофорез» — главная группа петербургского андеграунда. 2 июля 2016 года во время выступления на фестивале «Боль», музыканты подрались на сцене, после чего как ни в чём не бывало продолжили выступление. Организатор фестиваля «Боль» Степан Казарьян в интервью для The Flow отметил это выступление как одно из лучших в истории фестиваля: «Второе [в топ-3] — выступление группы Электрофорез. Я не был их почитателем до этого момента. Но их перфоманс с дракой на сцене очень впечатлил. Хоть это был и перфоманс, удары по лицам друг друга были настоящими. Тогда же я понял, что и группа настоящая. Мы потом спиртом прижигали их окровавленные губы и носы».
26 октября 2016 года «Электрофорез» выпустили «EP #4», работа над которым велась в Санкт-Петербурге, Минске и Тосно. После этого релиза группа отправилась в первый тур по России, сыграв в 13 городах за 13 дней.

### «Quo Vadis?» (2017—2021)
В 2017 году «Электрофорез» приступили к записи второго альбома. Группа решила не прибегать к услугам профессиональных звукорежиссёров, а добиться нужного звучания самостоятельно. «Мы сидели на нашей точке, которая находится на набережной Обводного канала, в бывшем здании фабрики „Веретено“, работали со звуком, записывали… От сведения до мастеринга — всё было сделано нами самостоятельно», — рассказывает Иван Курочкин.
Второй альбом «Электрофореза» был назван журналом «Афиша» одним из самых ожидаемых русских альбомов. Альбом под рабочим названием «Камо грядеши» или «Куда идешь» был проанонсирован 27 июля 2017 года в интервью изданию Colta.ru. Название должно было отсылать к одноимённому роману Генрика Сенкевича. В итоге альбом получил латинское название «Quo Vadis?» и вышел 1 октября 2017 года. Иван Курочкин объясняет значение названия следующим образом: «Ты не чувствуешь, что сейчас происходит в Петербурге? В России? У тебя есть ответ на этот вопрос? У меня его тоже нет. Зыбкая ситуация: вроде бы всё хорошо, а вроде бы и нет. Есть ощущение того, что что-то во всём этом неправильно. Это напряжение не может исчезнуть. Если внимательно читать труд Генрика Сенкевича, то эмоции, которые он оставляет, очень схожи с альбомом. По крайней мере, нам так кажется».
Альбом включал в себя выпущенный ранее сингл «Русская принцесса». В поддержку альбома были выпущены три клипа: «Русская принцесса», «Quo Vadis?» и «1905». Через несколько дней группа отправилась в масштабный тур в поддержку альбома. 24 ноября в Москве был сыгран первый крупный концерт группы: в клубе Brooklyn Hall собралось больше 1000 человек. В дальнейшем группа неоднократно собирала тысячные залы в разных городах.
В 2017 году группа получила премию клуба «16 тонн» Золотая Горгулья в номинации «электронный проект». В том же году группа принимала участие в Tallinn Music Week.
В апреле 2018 года «Электрофорез» отправились в европейский тур под эгидой фестиваля «Боль», посетив Польшу и Германию. По итогам тура группой заинтересовался ряд польских промоутеров, также музыканты выступили на большом фестивале «Стереолето».
27 сентября группа выпустила мини-альбом «EP #5». Пластинка включила в себя 6 композиций. Единственным гостем на данном мини-альбоме выступила певица Люсi. Через несколько дней вышел клип на песню Икея. Журнал The Flow писал о клипе: «Питерский дуэт „Электрофорез“ [..] исполняет крайне мрачный, практически замогильный синтипоп. В этом смысле песня „Икея“ с недавней EP „№ 5“ не отличается от остального творчества группы. Заглавие „Икея“ — не фигура речи, в клипе действительно фигурирует шведский магазин. Но если вы ищете там хюгге и прочие прелести скандинавского уюта — напрасно»
25 февраля «Электрофорез» выпустили сингл «Алкоголь мой враг», ставший главным концертным хитом группы наравне с «Русской принцессой». В течение следующих нескольких месяцев группа выпустила ещё три сингла, а осенью 2019 года отправилась в тур из 45 концертов, впервые посетив Владивосток, Иркутск и некоторые другие города. Трек «Русская принцесса» вошёл в саундтрек к сериалу Мир! Дружба! Жвачка!. Иван Курочкин участвовал в записи альбома группы Sobranie 8 18 — «Sobranie 8 18». В 2020 году лейбл Sacred Bones издал на своём сборнике трек «Икея».

### «505» (2021—2024)
14 сентября 2019 года в Туле, на концерте в рамках тура «Вежливый отказ», Иван Курочкин анонсировал выпуск нового альбома группы весной 2020 года. До этого музыканты неоднократно говорили, что не будут выпускать третий альбом, руководствуясь только коммерческими соображениями, в частности, Виталий Талызин заявил, что «не хотелось бы в этот раз именно успевать выпустить альбом. Хочется, чтобы он созрел и нам было что сказать, а не собрать сборник песен ради тура».
20 апреля 2020 года в официальном сообществе группы «Электрофорез» ВКонтакте появилось сообщение, анонсирующее выпуск альбома в 2020 году: «Ладно, пора вам сообщить то, о чём вы и так знаете или догадываетесь. В 2020 году группа Электрофорез выпустит третий альбом!» 30 октября года группа объявила в своём Instagram, что альбом будет состоять из 13 новых песен, а ранее выпущенные синглы в него входить не будут. 23 декабря было объявлено о завершении работы над сведением нового альбома и обнародовано его название: «505». Название соответствует номеру гимназии, которую окончили музыканты. Релиз альбома состоялся 5 февраля 2021 года, также был выпущен совместный трек с группой Molchat Doma.
Альбом имел широкий отклик в СМИ. Lenta.ru охарактеризовала «505» как «концептуальный альбом, органично вписавшийся в остальную дискографию „Электрофореза“: славянские народные мотивы в релизе сочетаются с ностальгическим синтезаторным саундом, а экзистенциальные тексты — с социально-политическими заявлениями». Издание «Афиша» заметило, что группа не против политического искусства, а потому добавила в треки ряд социальных заявлений. «Афиша» отмечает, что пластинка получилась довольно тревожной и мрачной, но без «ярко выраженной текстоцентричности». Журнал Meduza охарактеризовал «505» как «мрачный синти-поп альбом с народными напевами». Журнал Собака.ru называет альбом «сигналом SOS, поданным современному обществу». Издание пишет, что «505» — это «13 мистических треков, в которых музыканты группы „Электрофорез“ метафорично высказываются на социально-бытовые и политические темы».
Песня «Зло» попала в ротацию Нашего Радио. Также, 23 марта 2021 года группа выступила на программе Вечерний Ургант с песней «Зло».
10 апреля группа отправилась в тур в поддержку альбома, который завершился большими концертами в московском ГлавClub и петербургском Морзе. На этих концертах альбом «505» был представлен в формате сюрреалистического представления. Концерты в Украине музыканты были вынуждены перенести на неопределённую дату, за что попросили извинения.
29 апреля 2021 вышел совместный с группой Молчат Дома клип на песню «Мёртв внутри».
2 июля группа выпустила сборник «505: B-sides & Remixes», в который вошли ремиксы на композиции из альбома «505» и два не вошедших в него трека — «За школой» и «Иллюзия», посвящённый иллюзорности мира. В записи участвовали группы Ash Code, Sobranie 8 18, Nürnberg и Getsuga Tenshou. Сборник был представлен в рамках марафона в поддержку издания Meduza, объявленного иноагентом.
18 августа группа представила мультипликационный клип на песню «Фарида».
8 сентября был выпущен клип на песню «Первоцвет», снятый в Финляндии с финскими и российскими актёрами. История, рассказанная в клипе, имеет формат притчи: герой потерялся духовно, но в самом видео это происходит буквально — он теряется в бескрайней снежной пустыне, но находит в снегу цветок, который приводит его к возлюбленной. Режиссёром клипа выступила Александра Соко.
24 сентября группа выпустила макси-сингл «По разбитым зеркалам», представленный в двух версиях, с мужским и женским вокалом. Версию с женским вокалом исполнила певица из Новосибирска Евгения Меркель. Произведение повествует о расставании и борьбе с низкой самооценкой.
27 октября был выпущен клип «Зло». Значительную часть бюджета на продвижение видео участники группы «Электрофорез» Иван Курочкин и Виталий Талызин пожертвовали на лечение Дениса из Ростова-на-Дону. В клипе команда оставила множество отсылок для своих поклонников и внимательных слушателей. В центре сюжета видео — милая продавщица цветочного магазина, в который приходят два грабителя. Но за образом безобидной девушки скрывается злая колдунья, которая проводит над грабителями обряд и превращает их в два цветка.
В конце 2021 года группа набрала популярность на платформе TikTok. Видео-тренды с использованием их песен снимают множество людей, а аккаунт группы насчитывает более 150 тысяч подписчиков и 3 миллионов лайков. Наиболее известными песнями в TikTok стали песни «Я ничего не могу с собою сделать», «Зло», «Фейерверк».
17 декабря был выпущен новый сингл «Фейерверк». «Это было похоже на так называемое „касание бога“, мы очень быстро записали эту песню и над ней было очень приятно работать. У нас сложилось супертворческая атмосфера во время записи», — отметили участники группы. 5 февраля трек «Фейерверк» занял первое место в хит-параде «Чартова дюжина» на Нашем радио.
В 2022 году участники группы заявили о том, что перенесённые из-за пандемии COVID-19 концерты тура «505» станут последними в России. В июне 2022 года солист группы Иван Курочкин стал отцом: у него родилась дочь.

### Творческая пауза (2024-настоящее время)
В 2024 году группа объявила о туре по городам России, но незадолго до самих концертов выяснилось, что выступать будет лишь Иван Курочкин.
31 октября 2024 года группа объявила о творческой паузе по важным обстоятельствам. Сразу же стало известно, что Иван Курочкин отправится во второй сольный тур по России с программой «ЭФ:ЛУЧШЕЕ».

## Стиль группы
Группа «Электрофорез» выделяется среди других некоторой музыкальной спецификой. Музыканты работают в жанре дарк синти-поп.
Иван Курочкин в детстве пел в хоре. Этот опыт оказался весьма полезным. Иван использовал основы таких песнопений при создании мелодий и драматических спецэффектов.
В основу воздействия на слушателей входят 2 детали: музыкальное выражение образов и приятное сочетание разных голосов. Несмотря на то, что Иван прекрасно поёт басом, ему подвластны и высокие тональности. Благодаря им получается создавать лирические мотивы в песнях. Виталий Талызин — разноплановый музыкант, он может играть как на барабанных установках, так и на синтезаторе.

Издание Rambler так писало о стиле группы: 
Холодный и отстраненный, но сильный и эмоциональный голос повествует нам об экзистенциальных переживаниях лирического героя, этакого интеллигентного Есенина. Мотивы, схожие с народными, нарочито русские, перекликаются здесь с романтичным цинизмом, вкрапленным в необычайно затейливую поэтику.

В песнях чувствуются годы занятий музыкой на академическом уровне. Неожиданные мелодические ходы, игры с тональностью, грамотное структурирование партий — все это неотъемлемые части магии «Электрофореза».

## Дискография

### Студийные альбомы
| Название   | Подробности                                            |
| ---------- | ------------------------------------------------------ |
| #1         | - Выпущено: 17 октября 2012 - Форматы: Цифровой        |
| Quo Vadis? | - Выпущено: 1 октября 2017 - Форматы: Цифровой, CD     |
| 505        | - Выпущено: 5 февраля 2021 - Форматы: Цифровой, CS, CD |

### EP
| Название               | Подробности                                      |
| ---------------------- | ------------------------------------------------ |
| Электрофорез           | - Выпущено: 12 июня 2012 - Форматы: Цифровой     |
| #2                     | - Выпущено: 6 ноября 2013 - Форматы: Цифровой    |
| #3                     | - Выпущено: 4 декабря 2015 - Форматы: Цифровой   |
| #4                     | - Выпущено: 22 октября 2016 - Форматы: Цифровой  |
| #5                     | - Выпущено: 28 сентября 2018 - Форматы: Цифровой |
| 505: B-sides & Remixes | - Выпущено: 2 июля 2021 - Форматы: Цифровой      |

### Синглы
| Год  | Название                                         | Альбом               |
| ---- | ------------------------------------------------ | -------------------- |
| 2013 | Москва                                           | #1                   |
| 2014 | Всё было так                                     | 505 Deluxe           |
| 2015 | Пора                                             | —                    |
| 2017 | Русская принцесса                                | Quo Vadis?505 Deluxe |
| 2017 | Couci-Couça                                      | —                    |
| 2019 | Алкоголь мой враг                                | 505 Deluxe           |
| 2019 | Паническая атака                                 | —                    |
| 2019 | Вежливый отказ                                   | —                    |
| 2019 | Всё будет нормально?                             | —                    |
| 2021 | По разбитым зеркалам (совместно с Женей Меркель) | 505 Deluxe           |
| 2021 | Фейерверк                                        | 505 Deluxe           |

#### Видеоклипы
- 2017 — Русская принцесса
- 2017 — Couci-Couça
- 2017 — Quo Vadis?
- 2018 — 1905
- 2018 — Икея
- 2018 — Прощатися назавжди
- 2020 — Всё будет нормально?
- 2021 — Мёртв внутри
- 2021 — Фарида
- 2021 — Первоцвет
- 2021 — Зло

## Состав
- Иван Курочкин — вокал, тексты, музыка
- Виталий Талызин — клавишные, тексты, музыка